# Itiquira (Mato Grosso)
Itiquira is een gemeente in de Braziliaanse deelstaat Mato Grosso. De gemeente telt 13.022 inwoners (schatting 2009).

## Geografie
De gemeente grenst aan Rondonópolis, Pedra Preta, Cuiabá, Sonora, Alto Garças, Alto Araguaia, Santo Antônio do Leverger, Barão de Melgaço en Coxim.